# سمكة البلامة

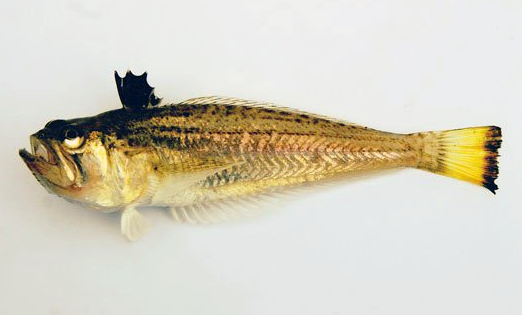
المعروفة أيضا بسمكة العقربة

الطرخين الصغير أو سمكة البلامة والمعروفة أيضا بسمكة العقربة، الاسم العلمي : Echiichthys vipera ، تنتمى إلى عائلة Trachinidae  ويصل طولها إلى حوالى 18صم غالبا يكون لونها بنى مرقط بالأبيض اللامع.

تمتلك هذه السمكة غدد سامة موجودة بزعنفتها الظهرية الأولى وبالغطاء الموجود على الخياشيم . 

و يعد سمها من أكثر السموم فعالية، حيث أنها تؤدي إلى الصدمة المترافقة بالألم الشديد ثم الإغماء وتصل في حالات عديدة إلى الموت.
Echiichthys vipera
Trachinidae 

## وصلات خارجية
- More detailed Description
- Wonders of Weeverfish
- Other hazardous fish